# 银兰高速铁路
银兰高速铁路是一条连接宁夏回族自治区银川市与甘肃省兰州市的高速铁路，是中华人民共和国国家中长期铁路网规划中八纵八横高铁网京兰通道的重要组成部分；其中，银川至吴忠段与银西高速铁路共线；银川至中卫段是宁夏回族自治区首条开通的高速铁路。银兰高速铁路正线全长429千米，设12座客运车站，设计速度250千米/小时。

## 银川至中卫段
银兰高速铁路銀中段，又称为银中城际铁路，工程名为银西高速铁路银川至吴忠段和吴忠至中卫城际铁路。线路长207公里，设计时速250公里，设银川站、河东机场站、灵武北站、吴忠站、红寺堡北站、中宁东站、中卫南站7个车站。
2014年12月29日，吴忠至中卫铁路环境影响评价公众参与第一次公示。
2015年4月3日，吴中段环境影响评价第二次公示。6月30日，宁夏回族自治区环境保护厅批复吴中城际铁路环境影响报告书，线路在中宁东至中卫地区走向由原来的借用太中线增建二线至中卫设中卫东站，修改为沿黄河南岸新建客运专线设中卫南站。10月10日，吴忠至中卫城际铁路在吴忠市开工；12月26日，银川至吴忠段正式开工建设。
2016年6月10日，吴忠至中卫段正式开工建设。12月19日，吴中段首榀箱梁成功架设。
2017年4月11日，银川至吴忠段开始箱梁架设。5月8日，吴中段首座连续梁特大桥顺利合龙。9月2日，吴忠至中卫城际铁路开始铺轨。12月4日，吴中段全线箱梁铺架完成。
2018年2月3日，吴忠至中卫段正线铺轨完成。3月22日，银川至吴忠段进入轨道工程施工阶段。5月1日，吴忠至中卫段沿线车站名称确定：吴忠、红寺堡北、中宁东（既有）、中卫南。6月28日，银吴段正线铺轨完成。9月10日，银川至吴忠段沿线车站名称确定：银川（既有）、银川东、河东机场、灵武北、吴忠（既有）。12月1日，银吴段正线全部完工。
2019年，中国铁路总公司将银西高铁银吴段与吴忠至中卫城际铁路正式合并命名为“银兰客专线”。6月3日，银川至中卫段完成静态验收。6月15日，银中段启动联调联试。6月21日，由CRH2A-2010担任的逐级提速列车正式上线参与测试。7月23日，河东机场站进入联调联试阶段。11月28日，中国国家铁路集团有限公司同意银兰客专线银中段自2019年12月8日开通运营，但未知原因导致该线路并未按期开通。12月29日，银兰客专线银川至中卫南段开通运营，宁夏结束没有高速铁路历史。
2020年7月27日，银兰客专线银中段开启铁路e卡通功能。
2021年8月26日，银兰客专线银中段开始发售计次票，用户购买后可通过席位预约和直接刷证两种方式，在90天有效期内乘坐20次在银中段开行的、购买产品时指定发到站和指定席位的动车组列车。

## 中卫至兰州段
银兰高速铁路中卫至兰州段，又称中兰高铁或中兰客专，全线设中卫南、北滩、平川西、靖远北、白银南、秦王川6座车站，正线全长约220公里，其中宁夏境内线路长约46公里，设计时速250公里。于2022年12月29日开通。
2016年11月14日，国家发展改革委批复新建中卫至兰州铁路可行性研究报告。
2017年3月20日，中兰铁路客运专线有限公司揭牌仪式在白银市举行，标志着中卫至兰州铁路客运专线工程项目进入全面实施阶段。5月25日，环境保护部批复中卫至兰州铁路环境影响报告书。6月，中兰高铁初步设计获批。6月19日，银兰高速铁路中卫至兰州段开工建设，线路自中卫南引出，设北滩、平川、靖远北、北湾（预留）、白银南、兰州新区南，引入中川城际铁路树屏线路所。
2019年5月28日，中兰铁路首座隧道条石沟隧道成功贯通。
2020年6月8日，中兰段首座超千米级隧道顺利贯通。10月7日，盘岘山隧道和红石梁隧道于同日贯通，其中盘岘山隧道为中兰段最长的黄土隧道。
2021年5月31日，甘肃段开始铺轨。6月19日，银兰高铁中卫至兰州段进入线上施工阶段。8月14日，中兰段全线架梁施工顺利完成。9月3日，中兰段最长的隧道尖山隧道顺利贯通。
2022年3月4日，中卫至兰州段沿线车站名称确定：中卫南（既有）、北滩、平川西、靖远北、白银南、秦王川、定家沟所*、树屏。3月24日，甘肃段正线铺轨顺利完成。3月27日，宁夏段正线开始铺轨。8月4日，银兰高铁中兰段宁夏境内进入双向铺轨阶段。8月6日，银兰高铁中兰段最长隧道——香山隧道实现贯通，这是中兰段最后一座贯通的隧道，也是西北地区在建客运专线第一长隧道。9月18日，中兰段进入接触网冷滑试验阶段。9月20日，甘肃境内接触网冷滑试验完成。9月30日，甘肃境内全线接触网送电成功。10月8日，银兰高铁甘肃段进入联调联试阶段。10月11日至10月13日，银兰高铁中兰段北滩至树屏区间开展集成商ITC测试。10月13日起，银兰高铁中兰段开展逐级提速试验，由CRH2C-2068作为提速试验列车，10月21日，测试最高时速达到275km/h。11月6日，甘肃境内区段联调联试圆满结束，正式进入为期30天的运行试验阶段。
2022年12月3日，银兰高铁中兰段全线铺轨完成。12月6日，宁夏境内区段开始联调联试。12月29日，银兰高速铁路中卫至兰州段开通运营。

## 车站
| 银兰高速铁路·中川铁路直通 |                |          |          |                |          |                                            |          |                                 |
| 车站名称                  | 所在区域       | 所在区域 | 所在区域 | 启用日期       | 运价里程 | 衔接交通                                   | 站场规模 | 备注                            |
| 银川                      | 宁夏回族自治区 | 银川市   | 金凤区   | 1958年8月1日   | 0        | 包兰线 包银高速铁路                        | 7台15线  |                                 |
| 银川东                    | 宁夏回族自治区 | 银川市   | 永宁县   | 2019年12月29日 | 16       |                                            | 2台6线   | 不办理客运业务                  |
| 河东机场                  | 宁夏回族自治区 | 银川市   | 灵武市   | 2019年12月29日 | 33       | 银川河东国际机场                           | 2台4线   |                                 |
| 灵武北                    | 宁夏回族自治区 | 银川市   | 灵武市   | 2019年12月29日 | 55       |                                            | 2台4线   |                                 |
| 吴忠                      | 宁夏回族自治区 | 吴忠市   | 利通区   | 2019年12月29日 | 74       | 银西高速铁路                               | 4台12线  |                                 |
| 关马湖                    | 宁夏回族自治区 | 吴忠市   | 利通区   | 不适用         |          |                                            |          | 线下预留                        |
| 红寺堡北                  | 宁夏回族自治区 | 吴忠市   | 红寺堡区 | 2019年12月29日 | 123      |                                            | 2台4线   |                                 |
| 中宁东                    | 宁夏回族自治区 | 中卫市   | 中宁县   | 2011年1月11日  | 160      | 太中线                                     | 2台8线   |                                 |
| 宣和南                    | 宁夏回族自治区 | 中卫市   | 沙坡头区 | 不适用         |          |                                            |          | 线下预留                        |
| 中卫南                    | 宁夏回族自治区 | 中卫市   | 沙坡头区 | 2019年12月29日 | 207      |                                            | 3台8线   |                                 |
| 北滩                      | 甘肃省         | 白银市   | 靖远县   | 2022年12月29日 | 264      |                                            | 2台4线   |                                 |
| 平川西                    | 甘肃省         | 白银市   | 平川区   | 2022年12月29日 | 302      |                                            | 2台6线   |                                 |
| 靖远北                    | 甘肃省         | 白银市   | 靖远县   | 2022年12月29日 | 321      |                                            | 2台4线   |                                 |
| 北湾                      | 甘肃省         | 白银市   | 靖远县   | 不适用         |          |                                            |          | 线下预留                        |
| 白银南                    | 甘肃省         | 白银市   | 白银区   | 2022年12月29日 | 371      |                                            | 3台7线   |                                 |
| 秦王川                    | 甘肃省         | 兰州市   | 皋兰县   | 2022年12月29日 | 408      |                                            | 3台8线   |                                 |
| 定家沟线路所              | 甘肃省         | 兰州市   | 皋兰县   | 2022年12月29日 | 421      | 兰州新区联络线                             |          | 线路所                          |
| 树屏                      | 甘肃省         | 兰州市   | 永登县   | 2022年4月22日  | 429      | 中川铁路                                   |          | 不办理客运业务 银兰高铁实际终点 |
| 黄羊头线路所              | 甘肃省         | 兰州市   | 安宁区   | 2015年9月30日  | 448      |                                            |          | 线路所                          |
| 西固                      | 甘肃省         | 兰州市   | 西固区   | 2018年7月1日   | 460      |                                            | 2台2线   |                                 |
| 福利区                    | 甘肃省         | 兰州市   | 西固区   | 2020年1月8日   | 462      | 兰新线 陈福联络线                          | 2台4线   |                                 |
| 陈官营                    | 甘肃省         | 兰州市   | 西固区   | 1953年7月      | 465      | 兰新线 陈福联络线 兰州地铁1号线            | 3台12线  |                                 |
| 兰州西                    | 甘肃省         | 兰州市   | 七里河区 | 2014年12月26日 | 474      | 兰新线 兰新客专线 徐兰高速线 兰州地铁1号线 | 13台28线 |                                 |